# آنارکو-سندیکالیسم

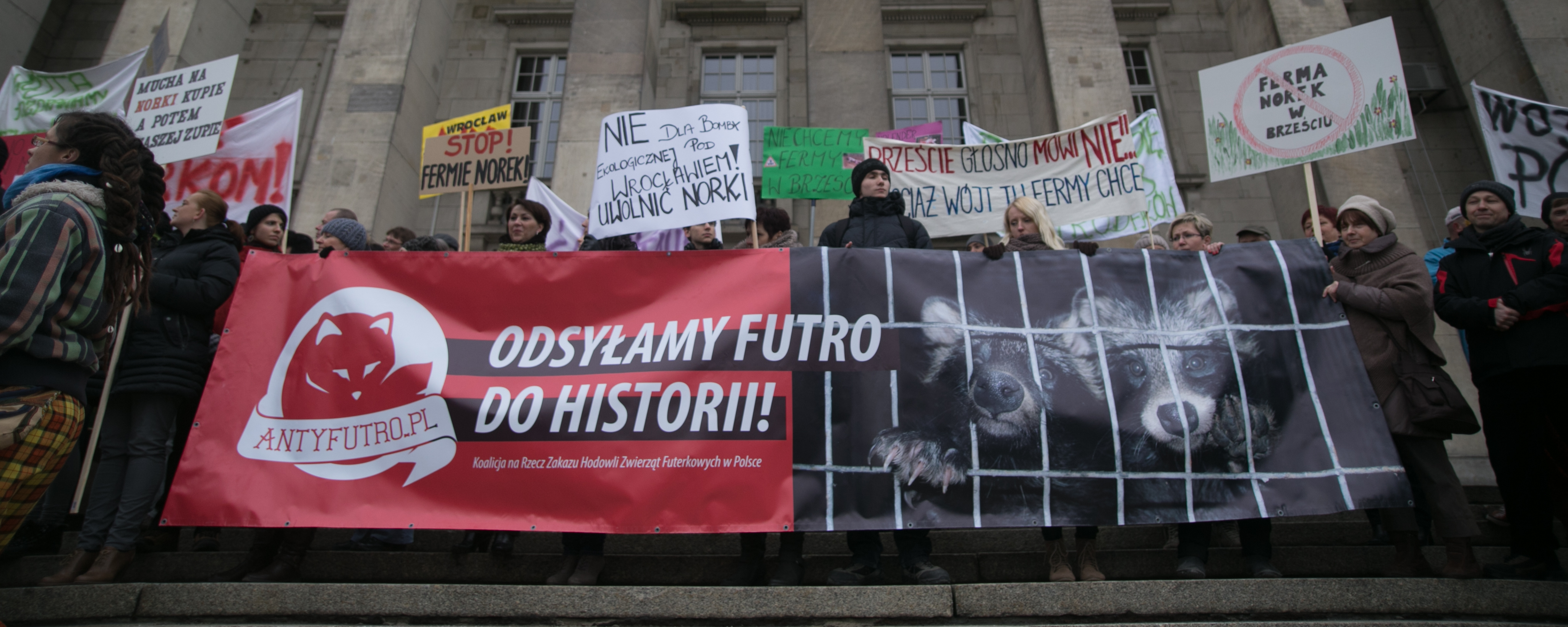
آنارکو-سندیکالیسم (به انگلیسی: anarcho-syndicalism) جنبشی که در پایان سدهٔ نوزدهم پدید آمد و پلی بود میان آنارشیسم و جنبش اتحادیه کارگری

آنارکو-سندیکالیسم (به انگلیسی: anarcho-syndicalism) عبارت است از جنبشی که در پایان سدهٔ نوزدهم پدید آمد و پلی بود میان آنارشیسم و جنبش اتحادیه کارگری. جنبش در اصل در میان پیروان باکونین ریشه گرفت. این گروه که از اندیشه‌های باکونین رویگردان شده بودند، اتحادیه‌های کارگری را همچون وسیلهٔ مبارزهٔ طبقهٔ کارگر و همچنین نهاد اساسی جامعهٔ پس از انقلاب برگزیدند.
در فرانسه این جنبش از میان «سندیکالیسم انقلابی» برآمد که آوازه‌گر آن فرناند پلوتیر (۱۹۰۱–۱۸۶۷)، سازمان دهنده و نظریه‌پرداز جنبش کارگری بود که از مارکسیسم بریده و به آنارشیسم گرویده بود. وی که از ترورهای ناکام آنارشیست‌ها در فاصلهٔ ۱۸۹۲–۹۴ سرخورده بود، بر آن شد که اتحادیه‌های کارگری را می‌توان نه تنها همچون سلاحی برای بهبود وضع طبقهٔ کارگر، بلکه همچنین برای «عمل مستقی» که غایت آن برانداختن سرمایه‌داری است، بکار برد.
جنبش آنارکو-سندیکالیسم در جنبش‌های اتحادیهٔ کارگری در اروپا و آمریکا رخنه کرد، ولی در اسپانیا بود که چهرهٔ آنارشیستی به خود گرفت، ولی در انگلستان و فرانسه با مخالفت اتحادیه‌های کارگری موجود روبرو شد.